# Pizzo Gallina
Pizzo Gallina är en bergstopp i Schweiz.   Den ligger i distriktet Goms och kantonen Valais, i den centrala delen av landet, 90 km sydost om huvudstaden Bern. Toppen på Pizzo Gallina är 3 061 meter över havet, eller 617 meter över den omgivande terrängen. Bredden vid basen är 4,1 km.
Terrängen runt Pizzo Gallina är bergig västerut, men österut är den kuperad. Runt Pizzo Gallina är det mycket glesbefolkat, med 3 invånare per kvadratkilometer.. Närmaste större samhälle är Airolo, 17,0 km öster om Pizzo Gallina. 
Trakten runt Pizzo Gallina består i huvudsak av gräsmarker.